# Sinivali
Sinivali (sanskrit : सिनीवाली, Sinīvālī) est une déesse védique, mentionnée dans deux hymnes du Rig-Veda, RV 2.32 et RV 10.184.   
Dans le 2.32.7-8, elle est décrite comme ayant de larges hanches, des bras gracieux, des beaux doigts et qu'elle préside à la fécondité et à l'accouchement facile. 
Dans le 10.184.2, elle est invoquée avec Sarasvati pour déposer le fœtus dans l'utérus. 
Dans les textes védiques ultérieurs, elle est identifiée à Raka, présidant la nouvelle lune. 
Dans le Mahabharata, Sinivali est aussi le nom d'une fille d'Angiras (en) et, dans le Brahma Purana, d'une épouse de Dhatr et de la mère de Darsha.
Selon plusieurs lexicographes, comme Amara Sinja, Jalaiuda, Jema Chandra, Sinivalí est un nom de la déesse Durga. 